# Semenjak
Semenjak (latinsko vesicula seminalis, glandulae vesiculosae), seminalna vezikula ali mehurnica je parna pomožna spolna žleza pri sesalcih moškega spola, ki se prilega zadajšnji strani sečnega mehurja. Izloča alkalen sekret, ki je eden od glavnih sestavin semenske tekočine.

## Anatomija
Semenjak je paren organ valjaste oblike, sestavljen iz dveh močno zavitih cevk, dolgih okoli 15 cm. Leži ob dnu medenice in se prilega spodnji strani sečnega mehurja. Lateralno ob semenjaku se nahaja razširjeni del semenovoda, tj. ampula semenovoda (ampula ductus deferentis). Zgrajena je iz treh plasti, in sicer sluznice na notranji strani, vmesne mišične plasti in tankega vezivnega ovoja (kapsule) na zunanju strani.

## Histološka zgradba
Sluznica organa je močno nagubana, kar daje svetlini (lumnu) videz labirinta. Epitelij je večvrstni visokoprizmatski, njegova površina pa je odvisna od ravni testosterona. V primeru pomanjkanja slednjega epitelij atrofira, vendar je sprememba obrnljiva (reverzibilna), tj. ob dodatku testosterona se epitelij povrne v izvorno, normalno stanje. Celice kažejo značilnosti celic, v katerih poteka intenzivna sinteza beljakovin, tj. dobro razvit zrnati endoplazemski retikulum (ZER) in Golgijev aparat ter številna sekretorna zrnca, prisoten pa je tudi lipofuscin. V sluznici so prisotna tudi elastična vlakna. Mišična plast je sestavljena iz notranjega krožnega in zunanjega vzdolžnega gladkega mišičja.

## Funkcija
Semenjak je žleza z zunanjim izločanjem (eksokrina žleza), katere viskozen in alkalen izloček rumenkaste barve vsebuje fruktozo, prostaglandine, fibrinogen, citrat, inozitol, encime in druge beljakovine. Izloček semenjakov predstavlja približno 70 % semenske tekočine in daje energijo spermijem ter delno nevtralizira kislo okolje v nožnici (vagini). Glavni delež k alkalnosti semenske tekočine sicer prispeva prostata.
Semenska tekočina vsebuje do 11 mmol/L oz. 200 mg/dL proste fruktoze, ki predstavlja glavni vir energije za spermije. Razlog, zakaj je prisotna fruktoza namesto glukoze, ki sicer predstavlja običajni vir energije, leži v tem, da so v nožnici prisotne razne bakterije. Le-te namreč dajejo prednost glukozi kot viru energije in bi tako v tem primeru tekmovale s spermiji, kar bi praktično zmanjšalo število spermijev, ki bi uspešno prispeli do jajčeca, verjetnost za oploditev pa bi se izrazito zmanjšala.